# Argumento ad hominem

En lógica, se denominan como argumento ad hominem (del latín ‘contra el hombre’) o falacia ad hominem varios tipos de argumentos, muchos de los cuales considerados falacias informales, que consisten en refutar una afirmación en función del carácter o de algún atributo del emisor de la afirmación, en lugar de analizar el contenido sustancial del argumento en sí mismo. Generalmente sigue la siguiente estructura: «A afirma x; B afirma que A tiene algo cuestionable; luego, por extensión, B afirma que x es cuestionable». La conclusión también suele indicar que lo que afirma A no merece ser tenido en cuenta.
Es una de las falacias lógicas más conocidas. Tanto la falacia en sí misma como la acusación de haberse servido de ella (argumento ad logicam) se utilizan como recursos en discursos reales. Como técnica retórica es efectiva, y tiene como objetivo persuadir de una idea a personas que se mueven más por sentimientos que por la lógica; se atacan, así, no los argumentos propiamente dichos, sino a la persona que los produce y algunas de sus circunstancias, como origen, etnia, educación, riqueza (o pobreza), estatus social, moral, familia, etcétera.

## Historia

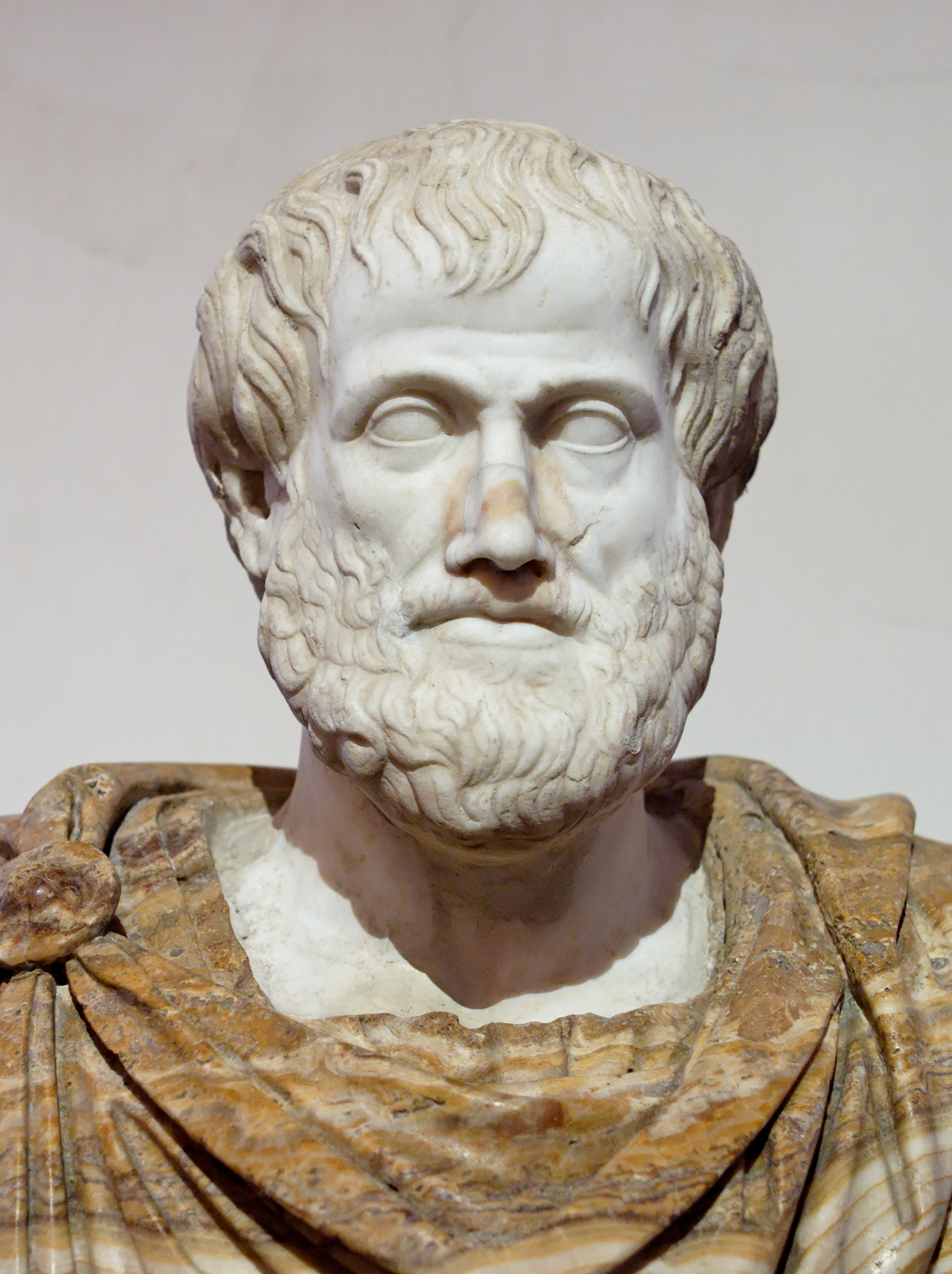
Aristóteles es acreditado por establecer la distinción entre argumentos personales y lógicos.

### Antigua Grecia
Los diversos tipos de argumentos ad hominem han sido conocidos en occidente desde al menos la antigua Grecia. Aristóteles, en su obra Refutaciones sofísticas, detalló la falacia de poner bajo escrutinio al cuestionador en lugar del argumento en sí mismo. Su descripción era algo diferente del entendimiento moderno, refiriéndose a una clase de sofistería que aplica una pregunta con un lenguaje ambiguo acerca de las personas a una persona específica. La refutación adecuada, escribió, no es debatir las características de la persona (solutio ad hominem), sino abordar la ambigüedad original.
Muchos ejemplos de argumentos ad hominem no falaces de la antigüedad se conservan en las obras del filósofo pirrónico Sexto Empírico. En estos argumentos, se utilizan los conceptos y supuestos de los oponentes como parte de una estrategia dialéctica en su contra para demostrar la falta de solidez de sus propios argumentos y supuestos. De esta manera, los argumentos son dirigidos a la persona (ad hominem), pero sin atacar las propiedades de los individuos que hacen los argumentos.

### SigloXVIen adelante
El polímata italiano Galileo Galilei y el filósofo británico John Locke también examinaron este último tipo de ad hominem no falaz, examinar un argumento en función de si se ajusta a los principios de la persona que lo presenta. A mediados del siglo XIX, el entendimiento moderno del término ad hominem comenzó a tomar forma, con la definición dada por el lógico inglés Richard Whately. Según él, los argumentos ad hominem son los que están «dirigidos a las circunstancias peculiares, el carácter, las opiniones declaradas o la conducta pasada del individuo».
A lo largo del tiempo, el término adquirió un nuevo significado. A principos del siglo XX, fue vinculado con una falacia lógica, en la cual un debatiente, en lugar de refutar un argumento, atacaba a su oponente. Esta aproximación también se popularizó en los libros de historia de mediados del siglo XX, pero fue cuestionada por el filósofo australiano Charles Leonard Hamblin en la segunda mitad del siglo XX. En una obra detallada, sugirió que la inclusión de una declaración contra una persona en un argumento no necesariamente lo convertía en un argumento falaz, ya que esa afirmación no es una premisa que conduzca a una conclusión.
Aunque las críticas de Hamblin no fueron aceptadas mayoritariamente, el filósofo canadiense Douglas N. Walton examinó aún más la cualidad de falacia del argumento ad hominem. En la actualidad, excepto en usos filosóficos especializados, el uso del término ad hominem denota un ataque directo a la personalidad y ética de una persona, en un intento de refutar su argumento.

## Tipos de argumento ad hominem

### Argumento ad hominem abusivo

El ad hominem abusivo está casi al final de la Jerarquía de los desacuerdos de Graham

Se comete al atacar el carácter de un individuo, su inteligencia, su integridad cuando esto es totalmente irrelevante para la falsedad o verdad de lo que dice una persona. Por ejemplo:

Las declaraciones de Richard Nixon sobre política exterior en relación con China no son de fiar porque se vio obligado a dimitir durante el escándalo Watergate.

Además de ser falaz es contraproducente, porque resulta difícil retomar un diálogo después de un ataque personal.
Los problemas clave al examinar un argumento para determinar si es o no una falacia ad hominem son si la acusación contra la persona es verdadera o no, y si la acusación es relevante para el argumento. Un ejemplo es un diálogo en el tribunal, cuando se presenta un testimonio y se demuestra que quien lo emite es probadamente un perjuro, este argumento puede invalidar el testimonio. Sin embargo, para no incurrir en una falacia es necesario mostrar que es un mentiroso a partir de la pauta de conducta que hasta entonces ha seguido el testigo, o de la inconsistencia del testimonio presentado.

### Argumento ad hominem circunstancial
Se comete cuando se ataca directamente el carácter del argumentador, se llama la atención sobre una inconsistencia en las circunstancias personales del defensor (sus compromisos) y el contenido de su argumento o posición como una forma de cuestionar su sinceridad o credibilidad. Así la conclusión de un argumento es rechazada solo por el empleo, escolaridad, nacionalidad u otra circunstancia de quien la propone.

A: Existen pruebas fehacientes de la relación entre el tabaquismo y la enfermedad pulmonar obstructiva crónica. El tabaquismo también está asociado a muchos otros trastornos graves. Fumar no es sano. Por lo tanto, no debe fumar.

B: Pero usted fuma, por tanto su argumento sobre el tabaquismo no es válido.

Podría ser falaz porque una disposición para hacer cierto argumento no lo convierte en inválido; esto se superpone con la falacia genética (un argumento que afirma que una afirmación es incorrecta debido a su origen). Pero también puede ser un argumento válido si las premisas son correctas y el sesgo es relevante para el argumento.

### Tu quoque
Tu quoque (locución latina que significa ‘tú también’) es un argumento que consiste en rechazar un razonamiento, o considerarlo inconsistente, alegando que el interlocutor ha realizado previamente un razonamiento similar. Es, por tanto, una variante de la falacia ad hominem, o de la falacia ad personam (cfr. Perelman) o ataque personal, mediante la cual se procura demostrar que una crítica o una objeción se aplica igualmente a la persona que la realiza, rechazándola sin entrar a analizarla. 
Un ejemplo de la falacia es: «Thomas Jefferson decía que la esclavitud estaba mal. Sin embargo, él mismo tenía esclavos». Por lo tanto, se deduce que no puede tener un argumento válido al respecto de la esclavitud por tener esclavos él mismo, lo cual no define la validez o invalidez de su argumento.

#### Estructura del argumento
1. A critica P.
2. A es también culpable de P.
3. Por tanto, la crítica a P es rechazada.

Se trata de una falacia porque la conclusión (rechazo de la crítica a P) no se sigue de las premisas.
Un ejemplo clásico:

Ahí está ése dándonos consejos a los griegos sobre concordia, cuando aún no ha logrado convencerse a sí mismo, a su mujer y a su criada –tres personas tan solo– a ponerse de acuerdo en su vida íntima.
Plutarco

### Falacia de asociación
Las falacias por asociación son un caso especial de ignoratio elenchi o red herring en inglés en relación con que el argumento de réplica no tiene que ver con el tema o asunto tratado sino que el asunto es deliberadamente modificado para divergir en un tema mejor defendible.
Las falacias por asociación poseen el siguiente esquema:
1. El elemento A pertenece al grupo B
2. A plantea una idea o posee una característica determinada
3. Por lo tanto, todos los elementos de B plantean dichas ideas o poseen dichas características

#### Ejemplos
- Un trabajador trabaja por un salario, por lo que tiene hambre. Entonces, todos los trabajadores están con hambre.
- Algunas obras caritativas son fraudes; por consiguiente, todas las obras caritativas son fraudulentas.
- George W. Bush quiere invadir Irak. Bush es un republicano. Por consiguiente, todos los que apoyan la invasión de Irak son republicanos o, en su defecto, todos los republicanos apoyan la susodicha invasión.
- Algunas teorías conspirativas son ridículas. (Son esas las que más se mencionan). Por consiguiente, todas las teorías conspirativas son ridículas.

## Ejemplos de argumentosad hominemfalaces
- «¿Qué puede saber un sacerdote sobre los hijos, si no ha tenido ninguno?»
- «Turing piensa que las máquinas piensan. Turing es homosexual. Por tanto, las máquinas no piensan.» (Silogismo que aparece en una carta escrita por Alan Turing, debido al rechazo social que recibió por ser abiertamente homosexual; le preocupaba que los ataques hacia su persona se utilizaran para descalificar su trabajo en inteligencia artificial).[21]
- «Tú dices que este hombre es inocente, pero no eres creíble porque tú también eres un criminal.»

## Ad hominemen la literatura clásica
Los clásicos denominaban al argumento ad hominem con la expresión argumentum ex concessis, es decir, que usa en su favor los argumentos «aceptados» o «concedidos» (ex concessis) por el interlocutor. Fue John Locke, creador de los argumentos en ad, quien lo renombró como ad hominem. Un ejemplo muy conocido es el de Tito Livio refiriéndose a la forma en que Aníbal persuadía a sus hombres: 

Aníbal [tras cruzar los Alpes], empleó toda clase de exhortaciones para animar aquella confusa mezcla de hombres que nada tenían en común, ni la lengua, ni las costumbres, ni las leyes, ni las armas, ni los trajes, ni el aspecto ni los intereses. A los auxiliares les habló de alta paga por el momento y ricos despojos en el repartimiento del botín. Hablando a los galos, avivó en su ánimo el fuego de aquel odio nacional y natural que alimentaban contra Roma. A los ojos de los ligures hizo brillar la esperanza de cambiar sus abruptas montañas por las fértiles llanuras de Italia. Asustó a los moros y númidas con el cuadro del cruel despotismo con que los abrumaría Masinissa; y dirigiéndose a los demás les señalaba otros temores y otras esperanzas. A los cartagineses habló de las murallas de la patria, de los dioses penates, de los sepulcros de sus padres, de sus hijos, de sus parientes, de sus esposas desoladas.
Tito Livio, XXX

Por ejemplo, como señala Arthur Schopenhauer parafraseando a Aristóteles, si el interlocutor «es partidario de una secta con la que no estamos de acuerdo, podemos utilizar contra él las máximas de esa secta como principia».
Los tratadistas consideran que el argumento ad hominem es un recurso que se utiliza con fines prácticos, en discusiones filosóficas, jurídicas, políticas, etc., siempre que se pretende persuadir a alguien de algo, lo cual exige compartir con el auditorio algunas de las premisas, aunque sea de forma solo teórica:

Las posibilidades de argumentación dependen de lo que cada uno está dispuesto a conceder, de los valores que reconoce, de los hechos sobre los que señala su conformidad; por consiguiente, toda argumentación es una argumentación ad hominem o ex concessis.
Chaim Perelman

## Falacias similares
- Argumento ad verecundiam: se intenta demostrar que algo es verdadero porque tiene prestigio quien lo dice.
- Argumento ad lazarum: se intenta demostrar que algo es verdadero porque quien lo dice es pobre, o que algo es falso porque quien lo dice es rico.
- Argumento ad crumenam: se intenta demostrar que algo es verdadero porque quien lo dice es rico, o que algo es falso porque quien lo dice es pobre.
- Falacia del espantapájaros (falacia del hombre de paja) · se introduce en la conversación un nuevo argumento que no tenga relación, y se lo rebate.